# Braunsbach (Fichtenberger Rot)
Der Braunsbach fließt in der Stadtteilgemarkung Unterrot von Gaildorf im baden-württembergischen Landkreis Schwäbisch Hall nach Nordosten. Nach 1 km langem Lauf mündet er weniger etwa 1,3 km westnordwestlich der Dorfmitte von Unterrot von rechts in die untere Fichtenberger Rot.

## Geographie

### Verlauf
Der Braunsbach beginnt seinen Lauf etwa 0,7 km südwestlich von Unterrot-Reutfeld oben im Hangwaldgewann Braunsbach auf etwa 440 m ü. NHN. Der zunächst nur unbeständig wasserführende Bach kerbt sich in eine der landschaftstypischen, steil eingeschnittenen Waldklingen.  Nach etwa 300 Metern nördlichen Laufs wendet diese sich für seine letzten etwa 200 Meter im Wald nach Nordwesten. Der Bach mäandriert, ist steil eingeschnitten und fließt über kiesig-sandigem Grund. Von der Seite laufen von moosüberwachsenen Quellbereichen her kleine Gerinne zu.
Dann verlässt er auf etwa 440 m ü. NHN den Wald in die weite Wiesenaue neben der Rot. Dort fließt er flacher und von einer Baumgalerie begleitet. Näher der Rot zu ist seine Galerie mit Gehölz um ein wohl nur zeitweilig unter Wasser stehendes Fragment einer früheren Rotschlinge verbunden, das auf einer Karte aus der ersten Hälfte des 20. Jahrhunderts noch als Dauergewässer eingezeichnet ist.
Am Ende seiner unteren Laufhälfte in der Rotaue fließt er auf etwa 330 m ü. NHN  von rechts und Südwesten in die untere Fichtenberger Rot ein, etwa 0,5 km nordwestlich von Reutfeld und ca. 1,3 km westnordwestlich der Ortsmitte von Unterrot. Damit mündet er nach etwa 1,0 km langem Lauf mit mittleren Sohlgefälle von etwa 120 ‰ rund 110 Höhenmeter unterhalb seines Klingenursprungs.

### Einzugsgebiet
Das Einzugsgebiet des Braunsbachs ist etwa 0,3 km² groß und gehört naturräumlich zu den Schwäbisch-Fränkischen Waldbergen, mit seinem oberen Teil am Waldhang zum Kirnberger Wald des Unterraums Waldgebiet am Mittleren Kocher, mit dem kleineren Teil im offenen flachen Talgrund der Rot zum Unterraum Gaildorfer Becken. Der inneren Naturraumgrenze folgt die Waldgrenze zu den Wiesen im Rottal. Der höchste Punkt im Wald etwa 200 Meter südsüdwestlich des Ursprungs erreicht etwa 461 m ü. NHN. Zweihundert Meter flussaufwärts mündet der vorige rechte Rot-Zufluss Eichelbach, dessen Einzugsgebiet im Westen und Nordwesten, 600 Meter flussaufwärts der nächste rechte Rot-Zufluss Schelbach, dessen Einzugsgebiet im Südosten angrenzt. Besiedlung gibt es nirgendwo. Das gesamte Gebiet liegt in der Stadtteilgemarkung Unterrot der Stadt Gaildorf.

## Geologie
Die höchste Mittelkeuper-Schicht im Einzugsgebiet sind die Oberen Bunten Mergeln (Mainhardt-Formation), die kleinflächig um den höchsten Punkt liegen. Nach einer Verebnung im Kieselsandstein (Hassberge-Formation) darunter beginnen Klingenriss und Bachlauf in den Unteren Bunten Mergeln (Steigerwald-Formation) und durchschneiden darunter ein nur sehr schmales Band von Schilfsandstein (Stuttgart-Formation). Der allergrößte Teil des Laufes liegt dann in Schichthöhe des Gipskeupers (Grabfeld-Formation), in den aber auf dem längsten Teil des Laufes quartäres Schwemmland eingelagert ist, darunter zuletzt die holozänen Auenlehme neben dem Lauf der Rot.
Der Einzugsgebietsteil auf dem offenen Rottalgrund liegt im Landschaftsschutzgebiet Rottal zwischen Fichtenberg und Gaildorf mit Seitentälern und angrenzenden Talhängen, das ganze im Naturpark Schwäbisch-Fränkischer Wald.

### LUBW
Amtliche Online-Gewässerkarte mit passendem Ausschnitt und den hier benutzten Layern: Lauf und Einzugsgebiet des Braunsbachs

Allgemeiner Einstieg ohne Voreinstellungen und Layer: Daten- und Kartendienst der Landesanstalt für Umwelt Baden-Württemberg (LUBW) (Hinweise)
1. 1 2 3 4  Höhe nach dem Höhenlinienbild auf dem Hintergrundlayer Topographische Karte.
2. ↑  Länge nach dem Layer Gewässernetz (AWGN).
3. ↑  Einzugsgebiet abgemessen auf dem Hintergrundlayer Topographische Karte.
4. ↑  Natur teilweise nach dem Layer Geschützte Biotope.
5. ↑  Schutzgebiete nach den einschlägigen Layern.

### Andere Belege
1. ↑  Schlingenrest der Rot nach:
  - Meßtischblatt 7024 Gschwend von 1904 in der Deutschen Fotothek
2. ↑  Hansjörg Dongus: Geographische Landesaufnahme: Die naturräumlichen Einheiten auf Blatt 171 Göppingen. Bundesanstalt für Landeskunde, Bad Godesberg 1961. → Online-Karte (PDF; 4,3 MB)
3. ↑  Geologie nach den Layern zu Geologische Karte 1:50.000 auf: Mapserver des Landesamtes für Geologie, Rohstoffe und Bergbau (LGRB) (Hinweise)